# Marquand (Missouri)
Marquand – miasto w Stanach Zjednoczonych, w stanie Missouri, w hrabstwie Harrison.